# 55P/Темпеля — Туттля
Комета Темпеля — Туттля (55P/Tempel–Tuttle) — короткопериодическая комета типа Галлея, которая была открыта 19 декабря 1865 года немецким астрономом Эрнстом Темпелем вблизи звезды β Большой Медведицы. Он описал её как круговой объект, с центральной конденсацией и хвостом длиной 30 минут дуги. Чуть позднее, 6 января 1866 года, комета была обнаружена американским астрономом Хорасом Таттлом. Является родоначальником метеорного потока Леониды. Обладает длительным периодом обращения вокруг Солнца — более 33,2 лет.
- Орбита кометы Темпеля — Туттля и её положение в Солнечной системе

## История наблюдений
Во время появления 1865/1866 года комета наблюдалась всего чуть более месяца до 9 февраля 1866 года. К счастью, полученных наблюдений оказалось достаточно для расчёта первой приближённой эллиптической орбиты с периодом около 33 лет. Но обнаружить комету в течение последующих двух возвращений в 1899 и 1932 годах не удалось.
Спустя несколько лет после открытия кометы английский астроном Джон Хайнд высказал предположение, что эта комета уже могла наблюдаться ранее — в 868 и 1366 годах. Проверка этого предположения показала, что комета 1366 года, вероятно, была именно кометой Темпеля — Туттля, но с кометой 868 года она никак не связана. Немецкий астроном Йоахим Шубарт включил координаты кометы 1366 года в орбиту данной кометы, проследив её движение на протяжении 500 лет с учётом возможных гравитационных воздействий со стороны других планет, и обнаружил, что комета, наблюдаемая 26 октября 1699 года немецким астрономом Готфридом Кирхом, также являлась кометой Темпеля — Туттля. Включение в расчёты этих двух точек позволило значительно уточнить орбиту кометы и сделать более точные предсказания относительно её возвращения в 1965 году. В результате комета была восстановлена 30 июня 1965 года, а её фактическое местоположение всего на 5 дней отставало от предсказанного Шубартом.
Движение кометы комета Темпеля — Туттля с 1990 по 2180 год
  Солнце Земля Марс  Юпитер 55P/Темпеля — Туттля
Лучше всего комету было видно 26 октября 1366 года, когда она прошла в рекордных 0,0229 а. е. (3,435 млн км) от Земли, что стало вторым самым близким сближением кометы с нашей планетой в истории человечества. Астрономы предположили, что полная яркость кометы могла тогда достигнуть величины 3 m видимой звёздной величины. Во время наблюдений в октябре 1699 года, комета также подошла к Земле очень близко, до расстояния 0,0644 а. е. (9,66 млн км), в этот раз видимая яркость достигала 4 m. Условия наблюдения кометы в 1965 году были далеко не самые благоприятные, и её яркость не могла превысить 16 m. Хвост был замечен только во время появления 1866 года, и даже тогда он не превышал 30 минут дуги, что визуально соответствовало видимому диаметру полной Луны.
То, что эта комета может быть связана с метеорным потоком Леониды, первым 2 февраля 1867 года заметил итальянский астроном Джованни Скиапарелли. Сравнение орбиты кометы с ноябрьским потоком 1866 года показало почти идеальное совпадение.
В очередной раз комета была восстановлена 4 марта 1997 года американскими астрономами O. R. Hainaut и J. Bauer в обсерватории Мауна-Кеа. Поскольку комета находилась далеко  от Солнца, её видимая яркость была всего лишь 22,5 m и выглядела как звезда без всяких признаков комы. Хотя ожидалось, что яркость кометы не превысит 9,5 m, наблюдатели отмечали, что она увеличивается гораздо быстрее, чем ожидалось. К середине января многие наблюдатели уже оценивали её яркость, как близкую к величине 8 m, а к 23 января она достигла 7,4—7,8 m, что делало её доступным для наблюдения даже в обычный бинокль. В январе она уже имела довольно значительную кому диаметром от 8 до 12 минут дуги. Комета прошла ближе всего к Солнцу 28 февраля 1998 года. В последний раз её наблюдали 5 июля 1998 года.
Орбита кометы проходит очень близко от орбиты Земли, так что её MOID составляет всего 0,008 а. е. (1,2 млн км). Это объясняет, почему потоки метеоров от этой кометы всё ещё очень плотные и приводят к 33-летнему циклу метеорных бурь Леонидов. Например, в ноябре 2009 года Земля прошла через метеоры, оставшиеся в основном от орбит 1466 и 1533 годов.